# Route impériale 70
De Route impériale 70 of De Metz à Aix-la-Chapelle (Van Metz naar Aken) was een Route impériale in Frankrijk, Luxemburg, België en Duitsland. De route is opgesteld per keizerlijk decreet in 1811 en lag toen geheel binnen het Franse Keizerrijk. Na de val van Napoleon Bonaparte kwam een deel van de route buiten Frankrijk te liggen. De rest van de route werd later de Franse N53.

## Route
De route liep vanaf Metz via Thionville, Luxemburg, Sankt Vith en Eupen naar Aken. Tegenwoordig lopen over dit traject de Franse N53 (gedegradeerd tot D653 en D953), de Luxemburgse N3 en N7, de Belgische N62 en N68 en de Duitse B57.
1 · 2 · 3 · 4 · 5 · 6 · 7 · 8 · 9 · 10 · 11 · 12 · 13 · 14 · 15 · 16 · 17 · 18 · 19 · 20 · 21 · 22 · 23 · 24 · 25 · 26 · 27 · 28 · 29 · 30 · 31 · 32 · 33 · 34 · 35 · 36 · 37 · 38 · 39 · 40 · 41 · 42 · 43 · 44 · 45 · 46 · 47 · 48 · 49 · 50 · 51 · 52 · 53 · 54 · 55 · 56 · 57 · 58 · 59 · 60 · 61 · 62 · 63 · 64 · 65 · 66 · 67 · 68 · 69 · 70 · 71 · 72 · 73 · 74 · 75 · 76 · 77 · 78 · 79 · 80 · 81 · 82 · 83 · 84 · 85 · 86 · 87 · 88 · 89 · 90 · 91 · 92 · 93 · 94 · 95 · 96 · 97 · 98 · 99 · 100 · 101 · 102 · 103 · 104 · 105 · 106 · 107 · 108 · 109 · 110 · 111 · 112 · 113 · 114 · 115 · 116 · 117 · 118 · 119 · 120 · 121 · 122 · 123 · 24 · 125 · 126 · 127 · 128 · 129 · 130 · 131 · 132 · 133 · 134 · 135 · 136 · 137 · 138 · 139 · 140 · 141 · 142 · 143 · 144 · 145 · 146 · 147 · 148 · 149 · 150 · 151 · 152 · 153 · 154 · 155 · 156 · 157 · 158 · 159 · 160 · 161 · 162 · 163 · 164 · 65 · 166 · 167 · 68 · 169 · 170 · 171 · 172 · 173 · 174 · 175 · 176 · 177 · 178 · 179 · 180 · 181 · 182 · 183 · 184 · 185 · 186 · 187 · 188 · 189 · 190 · 191 · 192 · 193 · 194 · 195 · 196 · 197 · 198 · 199 · 200 · 201 · 202 · 203 · 204 · 205 · 206 · 207 · 208 · 209 · 210 · 211 · 212 · 213 · 214 · 215 · 216 · 217 · 218 · 219 · 220 · 221 · 222 · 223 · 224 · 225 · 226 · 227 · 228 · 229